# Вил Чемпион
Вилијам Рејмонд Чемпион (енгл. William Raymond Champion; 31. јул 1978) енглески је музичар и аутор песама, најпознатији као бубњар рок групе Coldplay.